# Mahdia Airport
Mahdia Airport är en flygplats i Guyana.   Den ligger i regionen Potaro-Siparuni, i den centrala delen av landet, söder om Mahdia. Mahdia Airport ligger 85 meter över havet.
Terrängen runt Mahdia Airport är varierad. I omgivningarna runt Mahdia Airport växer i huvudsak städsegrön lövskog.